# Caithness (circonscription du Parlement d'Écosse)
Avant les Actes d'Union de 1707, les barons du comté ou sheriffdom de Caithness élisaient des commissaires pour les représenter au Parlement monocaméral d'Écosse et à la Convention des États. 
Après 1708, le Caithness et Buteshire ont alterné pour envoyer un membre à la Chambre des communes de Grande-Bretagne et plus tard à la Chambre des communes du Royaume-Uni.

## Liste des commissaires du comté
- 1648: Laird de Sandsyde (Innes) [1]
- 1649–50: Sir John Sinclair de Dunbeath[2]
- 1661: James Sinclair de Murkill [3]
- 1661–63: William Sinclair de Latheron et Dunbeath[4]
- 1665 convention: James Innes de Sandsyde [5]
- 1667 convention, 1669–74: pas de représentation
- 1678 convention: William Dunbar de Hempriggs[6]
- 1678 convention: John Sinclair de Ulbster [7]
- 1681–82: George Sinclair de Bilbster [8]
- 1685–86, 1702-05: Sir George Sinclair de Clyth (décédé vers 1705) [9]
- 1689–93: James Sinclair de Freswick (décédé vers 1693) [10]
- 1693–95: Alexander Manson de Bridgend [10]
- 1695–1701: Patrick Murray de Pennyland [10]
- 1703–07: Sir James Sinclair de Dunbeath[4]
- 1706–07: Sir James Dunbar de Hempriggs[11]